# Zirbeldrüse

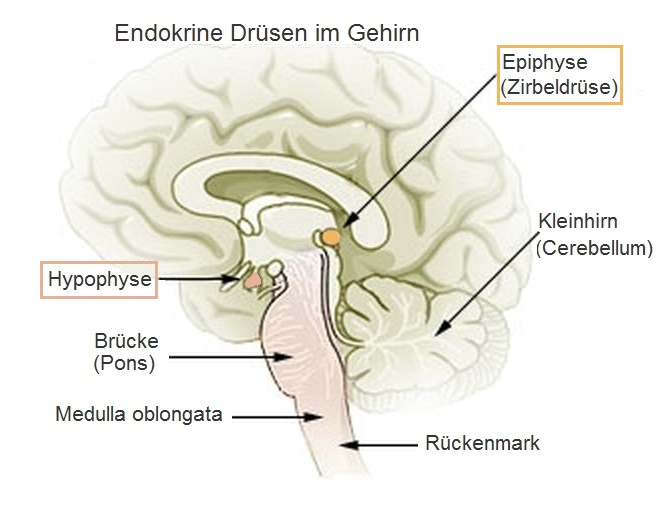
Hypophyse (links) und Zirbeldrüse oder Epiphyse (rechts)

Animation: Lage der Epiphyse (Zirbeldrüse) (rot markiert) im Gehirn

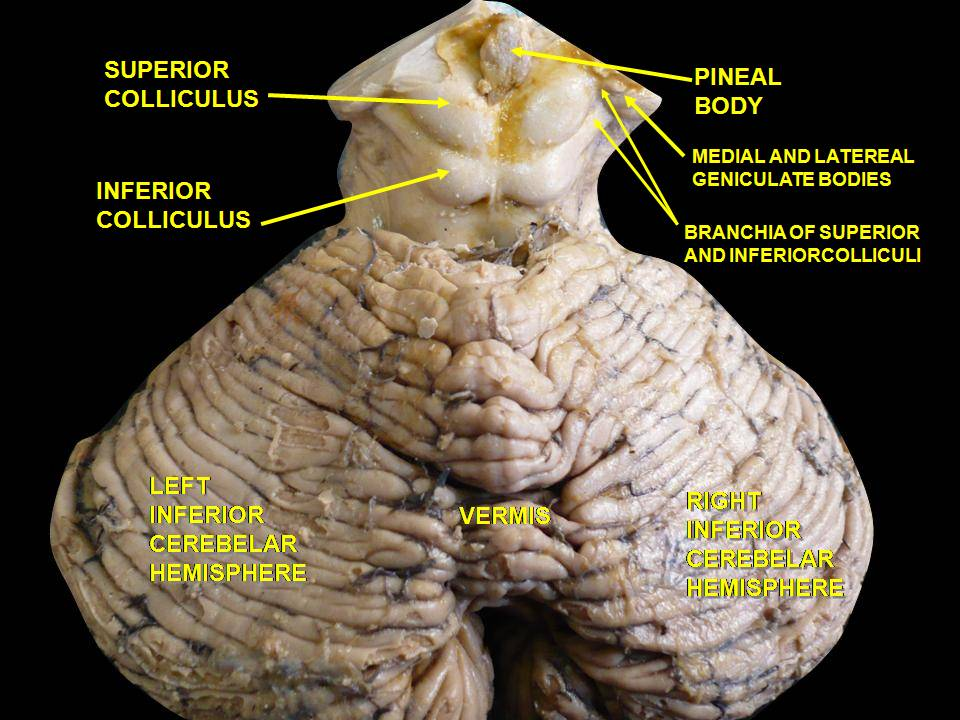
Blick auf den Hirnstamm von hinten: über dem Kleinhirn die Vierhügelplatte, darüber die Zirbeldrüse (auch Corpus pineale; englisch pineal body)

Die Zirbeldrüse oder lateinisch Glandula pinealis, kurz Pinealis oder Pinea – nach der Form der Zapfen der Zirbelkiefer (Pinus cembra) bezeichnet –, anatomisch auch Epiphysis cerebri oder kurz Epiphyse genannt (weitere synonyme Fachausdrücke siehe unten), ist eine kleine, häufig kegelförmige endokrine Drüse auf der Rückseite des Mittelhirns im Epithalamus (einem Teil des Zwischenhirns).
In der Zirbeldrüse produzieren organtypische neurosekretorische Zellen, die Pinealozyten, das Hormon Melatonin. Dieses Neurohormon wird bei Dunkelheit gebildet und in Blut und Liquor freigesetzt, somit überwiegend nachts. Melatonin beeinflusst den Schlaf-Wach-Rhythmus und andere zeitabhängige Rhythmen des Körpers. Eine Fehlfunktion der pinealen Sekretion kann –neben einem gestörten Tagesrhythmus – sexuelle Frühreife oder Verzögerung bzw. Hemmung der Geschlechtsentwicklung bewirken.

## Synonyme
Für die Zirbeldrüse gibt es verschiedene synonyme Bezeichnungen:
- Zirbel
- die Epiphyse oder Epiphysis cerebri (altgriechisch ἐπίφυσις epiphysis wörtlich „Auf-Wuchs, aufsitzendes Gewächs“; mit dem lateinischen Zusatz cerebri – „des Gehirns“, da auch die Enden langer Röhrenknochen als Epiphysen bezeichnet werden)
- das Corpus pineale (lateinisch für „pinien[zapfen]ähnliche Körper“)
- die Glandula pinealis (lateinisch für „pinien[zapfen]ähnliche Drüse“).
- das Pinealorgan
- das Konarium

## Anatomie

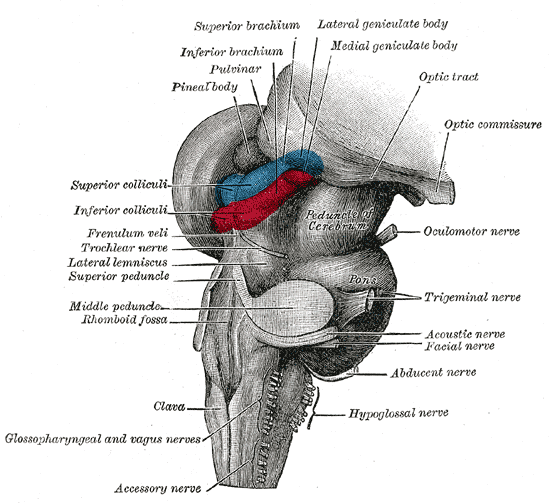
Hirnstamm mit Zirbeldrüse (Pineal body)

Die Zirbeldrüse liegt als unpaares Gebilde mitten (median) im Gehirn an der Hinterwand des III. Ventrikels über der Vierhügelplatte. Sie gehört zu den zirkumventrikulären Organen und wird anatomisch als Glandula pinealis sowohl zu den endokrinen Drüsen gezählt, wie auch dem Epithalamus zugeordnet.
Beim erwachsenen Menschen hat das ungefähr 5–8 mm lange und 3–5 mm breite grau-rötliche Organ ein Gewicht von 80–500 mg, im Mittel etwa 100 mg. Die Zirbeldrüse ist bei verschiedenen Tierarten unterschiedlich groß, auch im Verhältnis zur Größe des gesamten Hirns. Bei einigen Vögeln erreicht sie etwa ein Zehntel des Hirnvolumens. Nachtaktive Tiere haben öfter kleinere Zirbeldrüsen als die tagaktiven; bei Tieren, die in hohen Breitengraden leben, wie Walrosse, sind die Zirbeldrüsen oft größer als bei Tierarten in wärmeren Gebieten der Erde, etwa Elefanten. Das Pinealgewebe von Säugetieren ist morphologisch komplex, es bildet bei manchen Arten keinen soliden Pinealkörper und bei anderen mehrere Anteile.

## Histologie und Verschaltung
Die Zirbeldrüse besteht zum größten Teil aus sekretorischen Nervenzellen (Pinealozyten) und Gliazellen.
In das Gewebe der Zirbeldrüse sind oft konzentrisch geschichtete, verschieden große Kalkkonkremente eingebaut. Diese Konkremente werden auch als Hirnsand (Acervulus, Acervuli) bezeichnet und sind im Röntgenbild des Schädels in der Mittellinie sichtbar. Ihre Zahl steigt mit dem Alter, und sie sind auch in anderen Teilen des Gehirns zu finden. Hirnsand wurde bislang bei vielen Säugetieren und einigen Vögeln nachgewiesen. Die biologische Bedeutung ist immer noch unklar.
Bei Fischen, Amphibien, Reptilien und vielen Vögeln ist die Zirbeldrüse als Scheitelauge noch selbst lichtempfindlich, bei Säugetieren gelangen von Lichtreizen ausgelöste Erregungen indirekt über Retina und Sehnerv zunächst in den Nucleus suprachiasmaticus im Hypothalamus. Der Nucleus suprachiasmaticus ist das primäre chronobiologische Zentrum der Säugetiere. Von hier ziehen Nervenfasern über die dorsale parvicellulare Unterabteilung des Nucleus paraventricularis, wo sie Synapsen mit absteigenden Bahnen zum Rückenmark aufnehmen. Diese absteigenden Bahnen ziehen zu den sympathischen Wurzelzellen (Nucleus intermediolateralis) im oberen Brustmark. Die Axone gelangen über den Halsteil des Sympathikus (bzw. Truncus vagosympathicus) wieder zurück kopfwärts zum Ganglion cervicale superius. Von hier wird die Information zur Epiphyse geleitet.

## Pathologie

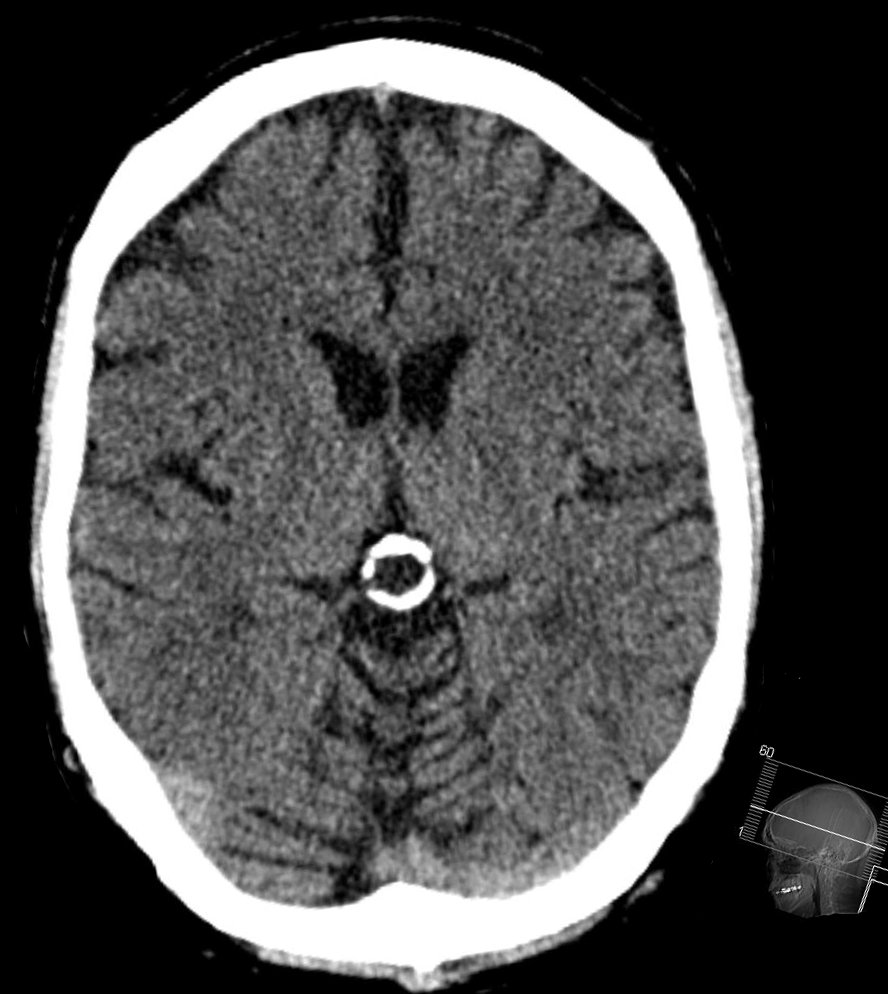
Verkalkte Pinealiszyste

Bei der Pinealiszyste handelt es sich um eine gutartige pseudozystische Veränderung im Bereich der Zirbeldrüse, die häufig zu finden ist. Tumoren des Zirbeldrüsengewebes selbst – sogenannte Pinealisparenchym-Tumoren, kurz Pinealome – sind das Pineozytom, ein Pinealisparenchymtumor intermediärer Differenzierung und das Pineoblastom. Des Weiteren treten im Bereich der Zirbeldrüse nicht selten Keimzelltumoren wie das Germinom auf oder auch ein papillärer Tumor der Pinealisregion.
Fauchon und Mitarbeiter haben Tumoren der Pinealisregion aus verschiedenen europäischen neurochirurgischen Zentren zusammengetragen:
| Art                            | Anzahl | Prozent | Bemerkungen |
| ------------------------------ | ------ | ------- | --- |
| Keimzelltumoren                | 96     | 34,4 %  | Keimzellen kommen normalerweise im Hoden und in den Eierstöcken vor. Aus embryonalen Resten können Keimzelltumoren auch in der Pinealisregion entstehen. |
| parenchymatöse Pinealistumoren | 76     | 27,2 %  | Die eigentlichen Tumoren der Zirbeldrüse. |
| Astrozytome                    | 52     | 18,6 %  | Tumoren, die von Astrozyten, einer speziellen Art von Gliazellen abstammen.                                                                              |
| Meningeome                     | 20     | 7,2 %   | Tumoren, die von Zellen der Hirnhaut abstammen. |
| Ependymome                     | 13     | 4,7 %   | Tumoren, die von der Innenauskleidung der Hirnkammern und des Neuralrohrs, dem Ependym, abstammen.                                                       |
| Oligodendrogliome              | 7      | 2,5 %   | Tumoren, die von Oligodendrozyten, einer speziellen Art von Gliazellen, abstammen.                                                                       |
| Gemischte Gliome               | 7      | 2,5 %   | |
| Maligne Melanome               | 4      | 1,4 %   | Melanome sind schwarze Hauttumoren, die jedoch auch im Körperinneren auftreten können.                                                                   |
| Metastasen                     | 4      | 1,4 %   | Absiedlungen von bösartigen Tumoren, wie zum Beispiel Lungenkrebs oder Brustkrebs, können eine pathologische Vergrößerung der Zirbeldrüse vortäuschen.   |

Pinealistumoren können sich durch Druck auf die Vierhügelplatte des Mittelhirns klinisch durch ein Parinaud-Syndrom bemerkbar machen. Tumoren der Zirbeldrüsenregion stellen die häufigste Ursache des Nothnagel-Syndroms dar.
Die Zirbeldrüse ist auf Schädelröntgenbildern gut zu sehen, wenn sie – oft erst in höherem Alter – stärker verkalkt ist. Bereits Howard Naffziger hatte 1925 die Pinealisverlagerung beobachtet, woraufhin Methoden entwickelt wurden, die Verlagerung der Drüse (etwa bei basalen raumfordernden Prozessen) mit Anhebung ihres Kalkschattens auch in Seitenprojektion zu erfassen.

## Geschichtliches zur Zirbeldrüse und zum Melatonin
Erasistratos von Keos (305–250 v. Chr.) und Herophilos von Chalkedon (344–280 v. Chr.) waren Anatomen der Schule von Alexandria und gelten (mit Anderen ihrer Zeit) als die ersten Anatomen. Erasistratos interessierte sich für das Nervensystem des Menschen, Herophilos interessierte sich für das Auge und das menschliche Gehirn. Beide glaubten, dass die Zirbeldrüse ein Ventil sei, das den Fluss unserer Erinnerungen kontrolliere.
Galenos von Pergamon (130–200), der auch in Alexandria studiert hatte und dann in Rom praktizierte, erweiterte das Werk des alten Alexandria um eigene anatomische Erkenntnisse, berief sich aber immer wieder auf die Lehren des Hippokrates von Kos. Von Galens etwa 500 Werken sind 83 erhalten geblieben. Er beschrieb die Lokalisation der Zirbeldrüse, ihre zapfenförmige Form und ihm war die häufige Verkalkung der Zirbeldrüse bereits bekannt. Er war der Meinung, dass die Zirbeldrüse eine Art Ventil sei, das den Gedankenfluss der Seitenventrikel regulieren würde (Humoralpathologie). Galen hielt die Zirbeldrüse für eine Drüse und ihn erinnerte die Pinealregion an die männliche Genitalregion.
Andreas Vesalius (1514–1564) beschrieb die Ähnlichkeit von Zirbeldrüsen mit Pinienzapfen.

Zirbeldrüse als Vermittlerin zwischen der Wärmeempfindung und dem Bewusstsein

René Descartes (1596–1650), der Begründer des Rationalismus, interessierte sich auch für die Zirbeldrüse. Er vermutete eine direkte Verbindung zwischen den Augen und der Zirbeldrüse. In der Zirbeldrüse sah er die Hauptinstanz des Sehens. Er glaubte, dass dieses Organ die Muskelbewegungen mit dem, was wir sehen, koordiniert, indem Flüssigkeiten durch Röhren zwischen der Zirbeldrüse und den Muskeln fließen würden („esprits animaux“). Über die Zirbeldrüse sagte er: „Es gibt eine kleine Drüse im Gehirn, in der die Seele ihre Funktion spezieller ausübt als in jedem anderen Teil des Körpers“ (Les Passions de l’âme, Art. 31).
Der berühmte Anatom Morgagni äußerte 1769 die Meinung, dass die Verkalkung der Zirbeldrüse bei Geisteskranken häufiger anzutreffen sei. Otto Heubner, ein Kinderarzt, beobachtete 1898, dass ein Junge mit frühzeitiger Pubertät einen Zirbeldrüsentumor hatte. Allerdings wurde auch beobachtet, dass Zirbeldrüsentumore mit verzögertem Eintritt der Pubertät einhergehen können. Zudem wurde die endokrine Funktion der Zirbeldrüse pinealis entdeckt. Krabbe erwog 1916 eine Hormonproduktion in der Zirbeldrüse. Nils Holmgren, ein schwedischer Anatom, entdeckte 1918 die Ähnlichkeit zwischen Netzhaut und Zirbeldrüse bei Fröschen und Fischen. Die im klassischen Röntgenbild sichtbaren Verkalkungen der Zirbeldrüse wurden 1918 von Schüler beschrieben.
Kitay und Altschule beobachteten 1954, dass die Verkalkungen der Zirbeldrüse mit dem Alter zunehmen. An der Yale University entdeckten der Hautarzt Aaron Lerner und sein Kollege J. D. Case die Struktur des Melatonins auf der Suche nach einem Medikament gegen die Vitiligo (Weißfleckenkrankheit). Sie brauchten dafür in vierjähriger Tätigkeit etwa 200.000 Rinderzirbeldrüsen, um das Melatonin zu isolieren. In den 1960er Jahren hat Gregory Hill die Zirbeldrüse als Tor zur inneren Macht in seiner diskordianistischen religiösen Schrift, den Principia Discordia, erwähnt. Quay entdeckte 1964 den 24-Stunden-Rhythmus der Melatoninsekretion und 1965 mit seinen Mitarbeitern die Melatoninsynthese in der Retina. Russische Forscher (Asanova, Rakov?) beschrieben 1966 den Zusammenhang zwischen Magnetfeldern und Melatonin. In den Jahren 1971/72 erfolgte die Entdeckung der per-Mutation bei der Fruchtfliege Drosophila melanogaster durch Konopka und Benzer, die erste Hinweise auf das Funktionsprinzip von biochemischen oder zellulären „Uhren“ (→ Chronobiologie) lieferte. Damit war der Weg frei, das Funktionsprinzip zellulärer Uhren erklären zu können. 1972 entdeckten Robert Moore und Irving Zucker den Sitz der „zirkadianen Uhr“ bei Ratten, den Nucleus suprachiasmaticus.
Piechowak zeigte 1973 die hohe Durchblutung der Zirbeldrüse: Nur die Nierendurchblutung ist höher. 1978 veröffentlichten M. Cohen und Mitarbeiter in The Lancet einen Artikel, in dem sie die Vermutung äußern, dass eine übermäßige Verkalkung der Zirbeldrüse ihre Funktion beeinträchtigen könnte, was eine Bedeutung für die Ätiologie des Brustkrebses bei der Frau haben könnte.  Jenny Redmam zeigte 1983, dass Melatonininjektionen bei Ratten zu einer Verschiebung ihrer endogenen zirkadianen Rhythmik führen und dass der Zeitpunkt der Melatoningaben dafür entscheidend ist. Die Wirkung von Melatoningaben auf Personen, die unter Jetlag leiden, wurde 1986 von Josephine Arendt untersucht. Die drei Melatoninrezeptoren Mel1a, Mel1b und Mel1c wurden 1995 von Steve Reppert und D. R. Weaver kloniert. Im Oktober 1995 wurde Melatonin vom Bundesinstitut für gesundheitlichen Verbraucherschutz und Veterinärmedizin (BgVV) als „arzneilich wirksame Substanz“ eingeordnet, was bedeutet, dass es als Nahrungsergänzung nicht mehr in Deutschland frei verkäuflich ist. Laut BgVV hat Melatonin keinen Nährwert. Im ganzen Jahr 1995 wurden in den USA etwa 50 Millionen Melatonintabletten verkauft. Die National Institute on Aging (NIA des NIH) warnten im April 1997 vor dem sorglosen Gebrauch von Melatonin, das in den USA rezeptfrei erhältlich ist. Das Verwaltungsgericht München urteilte 2018, dass eine pharmakologische Wirkung melatoninhaltiger Lebensmittel nicht nachweisbar sei, sofern die Dosierungsempfehlung von 1 mg pro Tag nicht überschritten werde, die Vermarktung als Nahrungsergänzungsmittel sei somit nicht rechtswidrig.